# Алоиз, Владислав Францевич
Владислав Францевич Алоиз (чеш. Ladislas Aloïz, пол. Wladyslaw Aloiz; 1860, Прага — 1918, Петроград) — российский виолончелист, композитор и музыкальный педагог чешского происхождения.
В 1873—1879 гг. учился в Пражской консерватории по классу виолончели Франца Хегенбарта. После выпуска выступил с сольным концертом, успех которого обеспечил ему приглашение в Киев. В 1880—1886 годах выступал в составе квартета Киевского отделения Русского музыкального общества (РМО), в также преподавал в Киевском музыкальном училище по классу виолончели и фортепиано. В 1887—1891 гг. в Варшаве, профессор виолончели Варшавской консерватории (среди его учеников Генрик Вагхальтер) и концертмейстер виолончелей Варшавской оперы, выступал также в составе струнного квартета Станислава Барцевича и как дирижёр. Затем в поисках лучшего климата перебрался в Одессу.
С 1898 года солист придворного оркестра в Санкт-Петербурге (ныне Заслуженный коллектив России Академический симфонический оркестр Санкт-Петербургской филармонии). Преподавал в придворной певческой капелле и частным образом, с 1905 г. в Санкт-Петербургской консерватории (виолончель, камерный ансамбль), с 1909 г. профессор.
Автор двух концертов для виолончели с оркестром и других сочинений для своего инструмента, а также фортепианного трио, фортепианных пьес, романсов на стихи Пушкина, Лермонтова, Майкова, Надсона, Даниила Ратгауза, Дмитрия Мережковского и др.
Умер вскоре после октябрьского переворота.